# جون بنویت
جون بنویت (انگلیسی: Joan Benoit؛ زادهٔ ۱۶ مهٔ ۱۹۵۷) دونده اهل ایالات متحده آمریکا است.
وی در مسابقات کشوری و بین‌المللی در مجموع برندهٔ ۲ مدال طلا شده‌است.